# Elecciones estatales de Río Grande del Sur de 2022
Las elecciones estatales en Rio Grande do Sul en 2022 se realizaron el 2 de octubre y se eligio un gobernador, un vicegobernador, un senador, 31 diputados para la Cámara de Diputados y 55 diputados de la Asamblea Legislativa, con la segunda vuelta por realizarse el 30 de octubre. El proceso electoral de 2022 está marcado por la sucesión en el cargo del actual gobernador, Ranolfo Vieira Júnior, del PSDB, vicegobernador electo en 2018 que asumió el 31 de marzo de 2022 con la renuncia de Eduardo Leite. Para la elección al Senado Federal, está en disputa la vacante ocupada por Lasier Martins (PODE), elegido en 2014 por el PDT.
El gobernador y el vicegobernador elegidos en esta elección ejercerán su mandato unos días más. Esto se debe a la Reforma Constitucional N° 111, que modificó la Constitución y dispuso que el mandato de los gobernadores de los Estados y del Distrito Federal debe comenzar el 6 de enero siguiente a la elección. Sin embargo, los candidatos electos en esta elección tomarán posesión el 1 de enero de 2023 y entregarán su cargo el 6 de enero de 2027.

## Calendario electoral
| Calendario electoral             | Calendario electoral |
| -------------------------------- | --- |
| 15 de mayo                       | Inicio del financiamiento de precandidatos                                                                                         |
| 20 de julio al 5 de agosto       | Convenciones partidarias para elegir candidatos y coaliciones                                                                      |
| 16 de agosto al 30 de septiembre | Periodo de exhibición de propaganda electoral gratuita en radio, televisión e internet relacionada con la primera vuelta.          |
| 2 de octubre                     | Primera vuelta de las elecciones                                                                                                   |
| 7 al 28 de octubre               | Periodo de exhibición de propaganda electoral gratuita en radio, televisión e internet relacionada con una posible segunda vuelta. |
| 30 de octubre                    | Segunda vuelta electoral |
| hasta el 19 de diciembre         | Entrega de credenciales a los elegidos por la Justicia Electoral                                                                   |

## Contexto
La carrera para gobernador de Rio Grande del Sur de 2022 tuvo algunas incógnitas en cuanto a los candidatos a la gobernación, pero el 13 de junio de 2022, el exgobernador Eduardo Leite (PSDB) anunció su precandidatura para el Palacio Piratini. Había renunciado a su cargo en marzo, cerca del final de su mandato, por su intención de postularse para la presidencia de la República. Leite había prometido no presentarse a la reelección de gobernador, lo que luego le fue negado con su precandidatura. El estado también tiene la característica de no reelegir a los gobernantes desde que se instituyó esta posibilidad en 1998. Se augura una posible polarización entre Eduardo Leite, si opta por la reelección, y otro candidato de izquierda.
En la izquierda política se decidió que el diputado estadual Edegar Pretto sería el candidato a gobernador del Partido de los Trabajadores (PT), partido que gobernó el estado en otras dos ocasiones, que estaba unido en una federación con el Partido Verde (PV) y el Partido Comunista de Brasil (PCdoB). Pretto buscó formar una coalición con otros partidos de izquierda, pero obtuvo apoyo solo del Partido Socialismo y Libertad (PSOL), unido en federación con Red de Sostenibilidad (REDE) con el Partido Democrático Laborista (PDT) y el Partido Socialista Brasileño (PSB) teniendo sus propias candidaturas, con el exdiputado federal Vieira da Cunha y el ex vicegobernador Vicente Bogo respectivamente.
El gobernador y el vicegobernador elegidos en esta elección ejercerán su mandato unos días más. Esto se debe a la Enmienda Constitucional N° 111, que modificó la Constitución y estipuló que el mandato de los gobernadores de los estados y del Distrito Federal debía comenzar el 6 de enero después de la elección. Sin embargo, los candidatos electos en esta elección tomarán posesión el 1 de enero de 2023 y entregarán su cargo el 6 de enero de 2027.

## Candidatos
Los siguientes políticos ya han anunciado su candidatura o posiblemente se presentarán. Los partidos políticos tienen hasta el 15 de agosto de 2022 para registrar formalmente a sus candidatos.

### Candidaturas registradas
Las convenciones comenzaron el 20 de julio y se prolongaron hasta el 5 de agosto. Los siguientes partidos políticos ya han confirmado sus candidaturas. Los partidos políticos tienen hasta el 15 de agosto de 2022 para registrar formalmente a sus candidatos.     Candidato electo     Candidato que paso a segunda vuelta
| Fórmula      | Fórmula               | Fórmula          | Fórmula                      | N.º | Coalición / Federación                                                   | Tiempo en franja |
| Gobernador/a | Gobernador/a          | Vicegobernador/a | Vicegobernador/a             | N.º | Coalición / Federación                                                   | Tiempo en franja |
| ------------ | --------------------- | ---------------- | ---------------------------- | --- | ------------------------------------------------------------------------ | ---------------- |
|              | Roberto Argenta PSC   |                  | Nivea Rosa SD                | 20  | Frente Humanista Cristiano PSC, SD e AGIR                                | 30s              |
|              | Carlos Messala PCB    |                  | Edson Canabarro PCB          | 21  |                                                                          |                  |
|              | Edegar Pretto PT      |                  | Pedro Ruas PSOL              | 13  | Frente de la Esperanza FE Brasil (PT, PV y PCdoB), Federación PSOL, REDE | 1m31s            |
|              | Eduardo Leite PSDB    |                  | Gabriel Souza MDB            | 45  | Un solo Rio Grande Federación (PSDB, Cidadania), MDB, UNIÃO, PSD, PODE   | 3m45s            |
|              | Luis Carlos Heinze PP |                  | Tanise Sabino PTB            | 11  | Trabajo y progresso PP, PTB e PRTB                                       | 58s              |
|              | Onyx Lorenzoni PL     |                  | Cláudia Jardim PL            | 22  | Para defender y Transformar Rio Grande PL, Republicanos, PROS e Patriota | 1m32s            |
|              | Rejane Oliveira PSTU  |                  | Vera Rosane de Oliveira PSTU | 16  |                                                                          |                  |
|              | Ricardo Jobim NOVO    |                  | Rafael Dresch NOVO           | 30  |                                                                          | 16s              |
|              | Vicente Bogo PSB      |                  | Josiane Paz PSB              | 40  |                                                                          | 41s              |
|              | Vieira da Cunha PDT   |                  | Regina Costa dos Santos PDT  | 12  | PDT-Avante                                                               | 45s              |

### Rechazado
| Fórmula    | Fórmula           | Fórmula             | N.º | Coalición / Federación | Tiempo en franja |
| Governador | Governador        | Vicegobernador      | N.º | Coalición / Federación | Tiempo en franja |
| ---------- | ----------------- | ------------------- | --- | ---------------------- | ---------------- |
|            | César Augusto PCO | Mario Zetterman PCO | 555 |                        |                  |

### Candidatos que declinaron
- Ranolfo Vieira Júnior (PSDB) - Vicegobernador de Río Grande del Sul entre 2019 y 2022 y Gobernador de Río Grande del Sul desde marzo de 2022. Con el regreso de Eduardo Leite (PSDB) en la disputa por el gobierno del Estado de Río Grande del Sul, Ranolfo terminó por renunciar a su candidatura al gobierno estatal en acuerdo con el exgobernador.[6][36]

- Alceu Moreira (MDB) - Diputado federal por Rio Grande do Sul desde 2011 y presidente estatal del Movimiento Democrático Brasileño (MDB) en Rio Grande do Sul. Anunció el 23 de marzo de 2022 que se había retirado de su candidatura. En una carta abierta, Moreira hace críticas indirectas pero claras al colega de partido Gabriel Souza (MDB) y al exgobernador Eduardo Leite (PSDB). La irritación del diputado se deriva de una supuesta injerencia del gobernador, que habría influido en la decisión de Souza de presentarse a las primarias internas del MDB.[37]

- Romildo Bolzan Júnior (PDT) - Alcalde de Osório por dos mandatos; entre 1993 a 1997 y 2005 a 2013. Presidente del Grêmio Foot-Ball Porto Alegrense desde 2015. El presidente de Grêmio confirmó el 12 de mayo de 2022 que permanecerá al frente del club hasta fin de año, cuando termina su mandato. Con eso, se retiró oficialmente de ser candidato al gobierno estatal. Dice que cumplirá la misión que tiene con el equipo gauchesco y que no pudo aceptar la invitación del Partido Democrático del Trabajo (PDT).[38]
- Beto Albuquerque (PSB) - Diputado estatal por Rio Grande do Sul (1991–1999) y diputado federal por Rio Grande do Sul (1999–2015). El exdiputado anunció en la tarde del 28 de julio de 2022, durante una reunión de la ejecutiva nacional del PSB en Brasilia, que ya no sería candidato a gobernador de Rio Grande do Sul. Albuquerque afirmó, sin embargo, que no apoyará al candidato del PT en el estado.[39]
- Pedro Ruas (PSOL) - Diputado de Estado de Rio Grande do Sul (2015–2019) y concejal de Porto Alegre (1993–2015, 2021 – actual ). Anunció su retiro el 29 de julio para postularse como candidato a vicegobernador en la boleta de Edegar Pretto ( PT ).[40]

## Candidatos al Senado Federal
Los siguientes políticos ya han anunciado su candidatura o posiblemente se presentarán. Los partidos políticos tienen hasta el 15 de agosto de 2022 para registrar formalmente a sus candidatos.

### Candidaturas registradas
Las convenciones del partido comenzaron el 20 de julio y se prolongaron hasta el 5 de agosto. Los siguientes partidos políticos ya han confirmado sus candidaturas. Los partidos políticos tienen hasta el 15 de agosto de 2022 para registrar formalmente a sus candidatos.
     Candidato electo
| Senador/a                 | Senador/a                | Senador/a | Suplentes              | Suplentes | Suplentes | N.º | Coalición / Federación                                                                   | Tiempo en franja |
| Candidato/a               | Partido                  | Partido   | Candidatos             | Partido   | Partido   | N.º | Coalición / Federación                                                                   | Tiempo en franja |
| ------------------------- | ------------------------ | --------- | ---------------------- | --------- | --------- | --- | ---------------------------------------------------------------------------------------- | ---------------- |
| Ana Amélia Lemos          |                          | PSD       | 1°: Paulo Telles       |           | UNIÃO     | 555 | Un solo Rio Grande Federación Siempre al Frente (PSDB, Cidadania), MDB, UNIÃO, PSD, PODE | 1m54s            |
| Ana Amélia Lemos          | 2°: Ana Oliveira         | PSD       |                        | MDB       |           | 555 | Un solo Rio Grande Federación Siempre al Frente (PSDB, Cidadania), MDB, UNIÃO, PSD, PODE | 1m54s            |
| Fabiana Sanguiné          |                          | PSTU      | 1°: João Augusto       |           | PSTU      | 160 |                                                                                          |                  |
| Fabiana Sanguiné          | 2°: Regis Ethur          | PSTU      |                        |           | PSTU      | 160 |                                                                                          |                  |
| Hamilton Mourão           |                          | REP       | 1°: Liziane Bayer      |           | REP       | 100 | Para defender y Transformar Rio Grande PL, Republicanos, PROS e Patriota                 | 47s              |
| Hamilton Mourão           | 2°: Mario Andreuzza      | REP       |                        |           | REP       | 100 | Para defender y Transformar Rio Grande PL, Republicanos, PROS e Patriota                 | 47s              |
| Maristela Zanotto         |                          | PSC       | 1°: Eliane Dalacosta   |           | PSC       | 200 | Frente Humanista Cristiano PSC, SD e AGIR                                                | 15s              |
| Maristela Zanotto         | 2°: Divina Maria Pacheco | PSC       |                        | SD        |           | 200 | Frente Humanista Cristiano PSC, SD e AGIR                                                | 15s              |
| Olívio Dutra              |                          | PT        | 1°: Roberto Robaina    |           | PSOL      | 131 | Frente de la Esperanza FE Brasil (PT, PV y PCdoB), Federación PSOL, REDE                 | 48s              |
| Olívio Dutra              | 2°: Fátima Beatriz       | PT        |                        | PT        |           | 131 | Frente de la Esperanza FE Brasil (PT, PV y PCdoB), Federación PSOL, REDE                 | 48s              |
| Paulo Rosa                |                          | DC        | 1°: Carlos Cardoso     |           | DC        | 270 |                                                                                          |                  |
| Paulo Rosa                | 2°: Carlos Souza         | DC        |                        |           | DC        | 270 |                                                                                          |                  |
| Ronaldo Teixeira da Silva |                          | AVANTE    | 1°: Vellinho Pinto     |           | PDT       | 700 | PDT Avante PDT e Avante                                                                  | 23s              |
| Ronaldo Teixeira da Silva | 2°: Regis Ethur          | AVANTE    |                        | AVANTE    |           | 700 | PDT Avante PDT e Avante                                                                  | 23s              |
| Sanny Figueiredo          |                          | PSB       | 1°: Renato de Oliveira |           | PSB       | 400 |                                                                                          | 21s              |
| Sanny Figueiredo          | 2°: Fabiane Peglow       | PSB       |                        |           | PSB       | 400 |                                                                                          | 21s              |

### Candidaturas rechazadas
| Candidato a senador | Candidato a senador     | Candidatos suplentes                          | N.º | Coalición / Federación | Tiempo en franja |
| ------------------- | ----------------------- | --------------------------------------------- | --- | ---------------------- | ---------------- |
|                     | Francisco Settineri PCO | 1°: Ulises Lima (PCO) 2°: Luciano Nunes (PCO) | 555 |                        |                  |

### Abandonos
- Manuela d'Ávila (PCdoB) - Representante del Estado de Rio Grande do Sul (2015–2019); diputado federal por Rio Grande do Sul (2007–2015); Concejal de la ciudad de Porto Alegre (2005–2006) y candidato a vicepresidente de Brasil en la boleta de Fernando Haddad (PT) en las elecciones presidenciales de Brasil de 2018 . Al comunicar su retiro al Partido de los Trabajadores, afirmó ser víctima de violencia política y dijo temer por la seguridad de su familia, que, según ella, ha sido objeto de amenazas y persecución por parte de los bolsonaristas.[52]

- Nelson Marchezan Júnior (PSDB) - Alcalde de Porto Alegre (2017–2021); Diputado federal por Rio Grande do Sul (2011–2017) y diputado estadual por Rio Grande do Sul (2007–2011). El exalcalde de la capital de Rio Grande do Sul dice que no piensa postularse porque está decepcionado y que se siente dispuesto a abandonar la vida pública porque entiende que opositores y exaliados "jugaron sucio" en la disputa por la alcaldía de Porto Alegre en 2020.[53]
- José Ivo Sartori (MDB) - Gobernador de Rio Grande do Sul (2015–2019); alcalde de Caxias do Sul (2005–2013); Diputado federal por Rio Grande do Sul (2003–2005) y diputado estadual por Rio Grande do Sul (1983–2003). Después de la fecha límite establecida en el aviso del MDB para que los candidatos a gobernador o senador se postulen para postularse para el cargo, solo el diputado estadual Gabriel Souza se presentó para postularse para gobernador. Esto significa que el exgobernador José Ivo Sartori descartó la posibilidad de postularse para el Senado.[54]
- Roberto Robaina (PSOL) - Concejal de Porto Alegre (2017 – actual). Robaina se presentó como primer suplente en la candidatura de Olívio Dutra, quien anunció su intención de presentarse al Senado liderando un mandato colectivo. De ser elegido, Dutra y los suplentes compartirán el mandato.[55]
- Lasier Martins (Pode) - Senador por Rio Grande do Sul (2015– presente ). Inicialmente pretendía postularse a la reelección al Senado, pero con la incorporación de su partido a la coalición de Eduardo Leite (PSDB), el senador anunció su candidatura a la Cámara de Diputados .[56]
- Airto Ferronato (PSB) - Concejal de Porto Alegre (2009 – presente). Renunció a la candidatura debido a que el Ejecutivo Nacional de su partido priorizó la disputa por curules en la Cámara de Diputados[57]
- Comandante Nádia (PP) - Concejala Municipal de Porto Alegre (2009 – actualidad). Renunció a la candidatura para apoyar a Hamilton Mourão (REP).

## Debates

### Gobernador

Candidato más votado por municipio (497):
Hamilton Mourão (304)
Olívio Dutra (187 + Capital)
Ana Amélia Lemos (6)

#### Primera vuelta
| Fecha        | Organizadores                             | Leite (PSDB) | Lorenzoni (PL) | Pretto (PT) | Heinze (PP) | Argenta (PSC) | Vieira (PDT) | Jobim (NOVO) | Bogo (PSB) |
| ------------ | ----------------------------------------- | ------------ | -------------- | ----------- | ----------- | ------------- | ------------ | ------------ | ---------- |
| 08/07, 21h   | Band RS, BandNews FM e Rádio Bandeirantes | P            | P              | P           | P           | P             | P            | P            | P          |
| 09/09, 22:00 | TV Pampa                                  | A            | A              | P           | P           | P             | P            | P            | P          |
| 17/09, 18:30 | SBT RS                                    | P            | P              | P           | P           | P             | P            | P            | P          |
| 27/09, 22:30 | TV RBS y G1                               | P            | P              | P           | P           | P             | P            | P            | P          |

#### Segunda vuelta
| Fecha         | Organizadores                             | Mediador            | Leite (PSDB) | Lorenzoni (PL) |
| ------------- | ----------------------------------------- | ------------------- | ------------ | -------------- |
| 10 de octubre | Band RS, BandNews FM e Rádio Bandeirantes | Ozíris Martins      | P            | P              |
| 25 de octubre | AMRIGS, Rádio Guaíba e Correio do Povo    | Guilherme Baumhardt | P            | P              |
| 27 de octubre | RBS TV e G1                               | Elói Zorzetto       | P            | P              |

## Encuestas

### Gobernador

#### Primera vuelta
La primera ronda tuvo lugar el 2 de octubre de 2022.
| Encuestadora               | Fecha                              | Muestra                                                                                       | Leite PSDB                                                                                    | Lorenzoni PL                                                                                  | Pretto PT                                                                                     | Heinze PP                                                                                     | Argenta PSC                                                                                   | Vieira PDT                                                                                    | Jobim NOVO                                                                                    | Rejane PSTU                                                                                   | Otros                                                                                         | NS/NR                                                                                         | Ventaja                                                                                       |    |    |    |    |    |    |
| -------------------------- | ---------------------------------- | --------------------------------------------------------------------------------------------- | --------------------------------------------------------------------------------------------- | --------------------------------------------------------------------------------------------- | --------------------------------------------------------------------------------------------- | --------------------------------------------------------------------------------------------- | --------------------------------------------------------------------------------------------- | --------------------------------------------------------------------------------------------- | --------------------------------------------------------------------------------------------- | --------------------------------------------------------------------------------------------- | --------------------------------------------------------------------------------------------- | --------------------------------------------------------------------------------------------- | --------------------------------------------------------------------------------------------- | -- | -- | -- | -- | -- | -- |
| Encuestadora               | Fecha                              | Muestra                                                                                       | Ipec                                                                                          | 28–30 de setembro de 2022                                                                     | 1.808                                                                                         | 36%                                                                                           | 27%                                                                                           | 18%                                                                                           | 4%                                                                                            | 2%                                                                                            | Otros                                                                                         | NS/NR                                                                                         | Ventaja                                                                                       | 1% | 1% | 0% | 2% | 9% | 9% |
| AtlasIntel                 | 28–30 de setembro de 2022          | 1.600                                                                                         | 33,4%                                                                                         | 29,2%                                                                                         | 18,1%                                                                                         | 4,6%                                                                                          | 1,3%                                                                                          | 3,1%                                                                                          | 1,1%                                                                                          | 0,4%                                                                                          | 0,5%                                                                                          | 8,5%                                                                                          | 4,2%                                                                                          |    |    |    |    |    |    |
| Real Time Big Data         | 28–29 de setembro de 2022          | 1.000                                                                                         | 40%                                                                                           | 28%                                                                                           | 12%                                                                                           | 4%                                                                                            | 2%                                                                                            | 2%                                                                                            | 1%                                                                                            | 0%                                                                                            |                                                                                               | 8%                                                                                            | 12%                                                                                           |    |    |    |    |    |    |
| Ipec                       | 23–25 de setembro de 2022          | 1.808                                                                                         | 38%                                                                                           | 25%                                                                                           | 15%                                                                                           | 4%                                                                                            | 1%                                                                                            | 1%                                                                                            | 1%                                                                                            | –                                                                                             |                                                                                               | 12%                                                                                           | 13%                                                                                           |    |    |    |    |    |    |
| Real Time Big Data         | 21–22 de setembro de 2022          | 1.000                                                                                         | 36%                                                                                           | 27%                                                                                           | 12%                                                                                           | 4%                                                                                            | 2%                                                                                            | 2%                                                                                            | 1%                                                                                            | 0%                                                                                            |                                                                                               | 16%                                                                                           | 11%                                                                                           |    |    |    |    |    |    |
| Studio Pesquisas           | 16–17 de setembro de 2022          | 1.512                                                                                         | 27,3%                                                                                         | 29,5%                                                                                         | 21,6%                                                                                         | 5,7%                                                                                          | 3,2%                                                                                          | 1,3%                                                                                          | 1,4%                                                                                          | –                                                                                             | 0,6%                                                                                          | 9,4%                                                                                          | 2,2%                                                                                          |    |    |    |    |    |    |
| Ipec                       | 13–15 de setembro de 2022          | 1.200                                                                                         | 38%                                                                                           | 26%                                                                                           | 10%                                                                                           | 4%                                                                                            | 2%                                                                                            | 2%                                                                                            | 1%                                                                                            | 1%                                                                                            | 2%                                                                                            | 14%                                                                                           | 12%                                                                                           |    |    |    |    |    |    |
| AtlasIntel                 | 4–8 de setembro de 2022            | 1.597                                                                                         | 27,6%                                                                                         | 28,9%                                                                                         | 15,3%                                                                                         | 3%                                                                                            | 3,6%                                                                                          | 1%                                                                                            | 1,7%                                                                                          | 0,4%                                                                                          | 0,3%                                                                                          | 17,9%                                                                                         | 1,3%                                                                                          |    |    |    |    |    |    |
| Real Time Big Data         | 2–3 de setembro de 2022            | 1.200                                                                                         | 31%                                                                                           | 26%                                                                                           | 12%                                                                                           | 5%                                                                                            | 2%                                                                                            | 2%                                                                                            | 1%                                                                                            | 0%                                                                                            |                                                                                               | 21%                                                                                           | 5%                                                                                            |    |    |    |    |    |    |
| Ipec                       | 30 de agosto–1 de setembro de 2022 | 1.200                                                                                         | 38%                                                                                           | 24%                                                                                           | 8%                                                                                            | 6%                                                                                            | 2%                                                                                            | 2%                                                                                            | 1%                                                                                            | 1%                                                                                            | 2%                                                                                            | 16%                                                                                           | 14%                                                                                           |    |    |    |    |    |    |
| Paraná Pesquisas           | 20–24 de agosto de 2022            | 1.540                                                                                         | 31,6%                                                                                         | 25,1%                                                                                         | 8,9%                                                                                          | 6,9%                                                                                          | 1,2%                                                                                          | 2,2%                                                                                          | 0,6%                                                                                          | 0,8%                                                                                          | 2,7%                                                                                          | 20%                                                                                           | 6,5%                                                                                          |    |    |    |    |    |    |
| Ipec                       | 12–15 de agosto de 2022            | 1.008                                                                                         | 32%                                                                                           | 19%                                                                                           | 7%                                                                                            | 6%                                                                                            | 2%                                                                                            | 3%                                                                                            | 1%                                                                                            | 2%                                                                                            | 2%                                                                                            | 26%                                                                                           | 13%                                                                                           |    |    |    |    |    |    |
| 28–29 de julho de 2022     | 28–29 de julho de 2022             | Pedro Ruas y Beto Albuquerque se retiran de su candidatura al gobierno de Rio Grande del Sul. | Pedro Ruas y Beto Albuquerque se retiran de su candidatura al gobierno de Rio Grande del Sul. | Pedro Ruas y Beto Albuquerque se retiran de su candidatura al gobierno de Rio Grande del Sul. | Pedro Ruas y Beto Albuquerque se retiran de su candidatura al gobierno de Rio Grande del Sul. | Pedro Ruas y Beto Albuquerque se retiran de su candidatura al gobierno de Rio Grande del Sul. | Pedro Ruas y Beto Albuquerque se retiran de su candidatura al gobierno de Rio Grande del Sul. | Pedro Ruas y Beto Albuquerque se retiran de su candidatura al gobierno de Rio Grande del Sul. | Pedro Ruas y Beto Albuquerque se retiran de su candidatura al gobierno de Rio Grande del Sul. | Pedro Ruas y Beto Albuquerque se retiran de su candidatura al gobierno de Rio Grande del Sul. | Pedro Ruas y Beto Albuquerque se retiran de su candidatura al gobierno de Rio Grande del Sul. | Pedro Ruas y Beto Albuquerque se retiran de su candidatura al gobierno de Rio Grande del Sul. | Pedro Ruas y Beto Albuquerque se retiran de su candidatura al gobierno de Rio Grande del Sul. |    |    |    |    |    |    |
| Encuestadora               | Fecha                              | Entrevistados                                                                                 | Leite PSDB                                                                                    | Lorenzoni PL                                                                                  | Pretto PT                                                                                     | Ruas PSOL                                                                                     | Heinze PP                                                                                     | Beto PSB                                                                                      | Argenta PSC                                                                                   | Souza MDB                                                                                     | Outros                                                                                        | NS/NR                                                                                         | Ventaja                                                                                       |    |    |    |    |    |    |
| Encuestadora               | Fecha                              | Entrevistados                                                                                 |                                                                                               |                                                                                               |                                                                                               |                                                                                               |                                                                                               |                                                                                               |                                                                                               |                                                                                               | Outros                                                                                        | NS/NR                                                                                         | Ventaja                                                                                       |    |    |    |    |    |    |
| Real Time Big Data         | 26–27 de julho de 2022             | 1.500                                                                                         | 29%                                                                                           | 24%                                                                                           | 9%                                                                                            | 5%                                                                                            | 4%                                                                                            | 3%                                                                                            | 1%                                                                                            | 1%                                                                                            | 4%                                                                                            | 20%                                                                                           | 5%                                                                                            |    |    |    |    |    |    |
| Paraná Pesquisas           | 27 de junho–1 de julho de 2022     | 1.540                                                                                         | 29,5%                                                                                         | 22,1%                                                                                         | 5,3%                                                                                          | 2,5%                                                                                          | 6,6%                                                                                          | 7,6%                                                                                          | 1,2%                                                                                          | 2,1%                                                                                          | 2,2%                                                                                          | 21%                                                                                           | 7,4%                                                                                          |    |    |    |    |    |    |
| EXAME/IDEIA                | 10–15 de junho de 2022             | 1.000                                                                                         | 20%                                                                                           | 25%                                                                                           | 11%                                                                                           | 5%                                                                                            | 7%                                                                                            | 11%                                                                                           | 2%                                                                                            | –                                                                                             | –                                                                                             | 20%                                                                                           | 5%                                                                                            |    |    |    |    |    |    |
| EXAME/IDEIA                | 10–15 de junho de 2022             | 1.000                                                                                         | –                                                                                             | 25%                                                                                           | 8%                                                                                            | 5%                                                                                            | 7%                                                                                            | 10%                                                                                           | 1%                                                                                            | 3%                                                                                            | 13,6%                                                                                         | 27%                                                                                           | 11,4%                                                                                         |    |    |    |    |    |    |
| EXAME/IDEIA                | 10–15 de junho de 2022             | 1.000                                                                                         | 23%                                                                                           | 30%                                                                                           | –                                                                                             | –                                                                                             | –                                                                                             | –                                                                                             | 2%                                                                                            | –                                                                                             | 30%                                                                                           | 15%                                                                                           | Empate                                                                                        |    |    |    |    |    |    |
| 13 de junho de 2022        | 13 de junho de 2022                | El ex-governador Eduardo Leite anuncia su precandidatura.                                     | El ex-governador Eduardo Leite anuncia su precandidatura.                                     | El ex-governador Eduardo Leite anuncia su precandidatura.                                     | El ex-governador Eduardo Leite anuncia su precandidatura.                                     | El ex-governador Eduardo Leite anuncia su precandidatura.                                     | El ex-governador Eduardo Leite anuncia su precandidatura.                                     | El ex-governador Eduardo Leite anuncia su precandidatura.                                     | El ex-governador Eduardo Leite anuncia su precandidatura.                                     | El ex-governador Eduardo Leite anuncia su precandidatura.                                     | El ex-governador Eduardo Leite anuncia su precandidatura.                                     | El ex-governador Eduardo Leite anuncia su precandidatura.                                     | El ex-governador Eduardo Leite anuncia su precandidatura.                                     |    |    |    |    |    |    |
| Encuestadora               | Fecha                              | Entrevistados                                                                                 | Leite PSDB                                                                                    | Lorenzoni PL                                                                                  | Pretto PT                                                                                     | Ruas PSOL                                                                                     | Heinze PP                                                                                     | Beto PSB                                                                                      | Ranolfo PSDB                                                                                  | Souza MDB                                                                                     | Otros                                                                                         | NS/NR                                                                                         | Ventaja                                                                                       |    |    |    |    |    |    |
| Encuestadora               | Fecha                              | Entrevistados                                                                                 |                                                                                               |                                                                                               |                                                                                               |                                                                                               |                                                                                               |                                                                                               |                                                                                               |                                                                                               | Otros                                                                                         | NS/NR                                                                                         | Ventaja                                                                                       |    |    |    |    |    |    |
| Real Time Big Data         | 23–24 de maio de 2022              | 1.500                                                                                         | –                                                                                             | 23%                                                                                           | 7%                                                                                            | 6%                                                                                            | 6%                                                                                            | 6%                                                                                            | 7%                                                                                            | 2%                                                                                            | 4%                                                                                            | 39%                                                                                           | 16%                                                                                           |    |    |    |    |    |    |
| Real Time Big Data         | 23–24 de maio de 2022              | 1.500                                                                                         | 23%                                                                                           | 20%                                                                                           | 6%                                                                                            | 4%                                                                                            | 4%                                                                                            | 5%                                                                                            | –                                                                                             | 1%                                                                                            | 3%                                                                                            | 34%                                                                                           | 3%                                                                                            |    |    |    |    |    |    |
| Real Time Big Data         | 23–24 de maio de 2022              | 1.500                                                                                         | –                                                                                             | 27%                                                                                           | 8%                                                                                            | 7%                                                                                            | –                                                                                             | –                                                                                             | 6%                                                                                            | 2%                                                                                            | 5%                                                                                            | 45%                                                                                           | 19%                                                                                           |    |    |    |    |    |    |
| Paraná Pesquisas           | 15–20 de maio de 2022              | 1.540                                                                                         | –                                                                                             | 21,9%                                                                                         | 4,3%                                                                                          | 4,9%                                                                                          | 7,8%                                                                                          | 12,3%                                                                                         | 5,9%                                                                                          | 1,6%                                                                                          | 7,1%                                                                                          | 34,3%                                                                                         | 9,6%                                                                                          |    |    |    |    |    |    |
| Paraná Pesquisas           | 15–20 de maio de 2022              | 1.540                                                                                         | 27,3%                                                                                         | 19,2%                                                                                         | 4%                                                                                            | 3,8%                                                                                          | 6,9%                                                                                          | 9,5%                                                                                          | –                                                                                             | 1,2%                                                                                          | 5,1%                                                                                          | 23%                                                                                           | 8,1%                                                                                          |    |    |    |    |    |    |
| Paraná Pesquisas           | 15–20 de maio de 2022              | 1.540                                                                                         | –                                                                                             | 23,2%                                                                                         | –                                                                                             | 6,2%                                                                                          | 8,1%                                                                                          | 14%                                                                                           | 6,6%                                                                                          | 1,7%                                                                                          | 1,6%                                                                                          | 38,6%                                                                                         | 9,2%                                                                                          |    |    |    |    |    |    |
| Real Time Big Data         | 15–16 de abril de 2022             | 1.200                                                                                         | –                                                                                             | 20%                                                                                           | 5%                                                                                            | –                                                                                             | 5%                                                                                            | 7%                                                                                            | 6%                                                                                            | 2%                                                                                            | 9%                                                                                            | 46%                                                                                           | 11%                                                                                           |    |    |    |    |    |    |
| Real Time Big Data         | 15–16 de abril de 2022             | 1.200                                                                                         | 13%                                                                                           | 19%                                                                                           | 5%                                                                                            | –                                                                                             | 5%                                                                                            | 5%                                                                                            | –                                                                                             | 1%                                                                                            | 8%                                                                                            | 44%                                                                                           | 6%                                                                                            |    |    |    |    |    |    |
| Real Time Big Data         | 15–16 de abril de 2022             | 1.200                                                                                         | –                                                                                             | 25%                                                                                           | 16%                                                                                           | –                                                                                             | –                                                                                             | –                                                                                             | –                                                                                             | 11%                                                                                           | 11%                                                                                           | 37%                                                                                           | 9%                                                                                            |    |    |    |    |    |    |
| Real Time Big Data         | 15–16 de abril de 2022             | 1.200                                                                                         | –                                                                                             | –                                                                                             | –                                                                                             | –                                                                                             | 23%                                                                                           | 15%                                                                                           | –                                                                                             | 11%                                                                                           | 10%                                                                                           | 41%                                                                                           | 8%                                                                                            |    |    |    |    |    |    |
| Real Time Big Data         | 15–16 de abril de 2022             | 1.200                                                                                         | –                                                                                             | –                                                                                             | –                                                                                             | –                                                                                             | 21%                                                                                           | 16%                                                                                           | 11%                                                                                           | –                                                                                             | 10%                                                                                           | 42%                                                                                           | 5%                                                                                            |    |    |    |    |    |    |
| Real Time Big Data         | 15–16 de abril de 2022             | 1.200                                                                                         | –                                                                                             | –                                                                                             | 16%                                                                                           | –                                                                                             | 22%                                                                                           | –                                                                                             | –                                                                                             | 12%                                                                                           | 10%                                                                                           | 40%                                                                                           | 6%                                                                                            |    |    |    |    |    |    |
| Real Time Big Data         | 15–16 de abril de 2022             | 1.200                                                                                         | –                                                                                             | 22%                                                                                           | –                                                                                             | –                                                                                             | –                                                                                             | 16%                                                                                           | –                                                                                             | 12%                                                                                           | 10%                                                                                           | 40%                                                                                           | 6%                                                                                            |    |    |    |    |    |    |
| Real Time Big Data         | 15–16 de abril de 2022             | 1.200                                                                                         | –                                                                                             | 21%                                                                                           | –                                                                                             | –                                                                                             | –                                                                                             | 14%                                                                                           | 13%                                                                                           | –                                                                                             | 10%                                                                                           | 42%                                                                                           | 7%                                                                                            |    |    |    |    |    |    |
| Real Time Big Data         | 15–16 de abril de 2022             | 1.200                                                                                         | –                                                                                             | 22%                                                                                           | 15%                                                                                           | –                                                                                             | –                                                                                             | –                                                                                             | 12%                                                                                           | –                                                                                             | 10%                                                                                           | 41%                                                                                           | 7%                                                                                            |    |    |    |    |    |    |
| Real Time Big Data         | 15–16 de abril de 2022             | 1.200                                                                                         | –                                                                                             | 21%                                                                                           | 15%                                                                                           | –                                                                                             | –                                                                                             | –                                                                                             | 13%                                                                                           | –                                                                                             | 10%                                                                                           | 41%                                                                                           | 6%                                                                                            |    |    |    |    |    |    |
| Instituto Amostra (FARSUL) | 29 de março–2 de abril de 2022     | 1.500                                                                                         | –                                                                                             | 18,5%                                                                                         | 12,9%                                                                                         | –                                                                                             | 6,2%                                                                                          | 14,3%                                                                                         | 4,4%                                                                                          | 3,1%                                                                                          | 8,4%                                                                                          | 32,3%                                                                                         | 4,2%                                                                                          |    |    |    |    |    |    |
| Instituto Amostra (FARSUL) | 29 de março–2 de abril de 2022     | 1.500                                                                                         | 32,3%                                                                                         | 14,5%                                                                                         | 8,8%                                                                                          | –                                                                                             | 5%                                                                                            | 9,8%                                                                                          | –                                                                                             | 2,7%                                                                                          | 6,4%                                                                                          | 20,6%                                                                                         | 17,8%                                                                                         |    |    |    |    |    |    |
| 24 de março de 2022        | 24 de março de 2022                | Onyx Lorenzoni deja la recien fundada Unión Brasil y se une al Partido Liberal.               | Onyx Lorenzoni deja la recien fundada Unión Brasil y se une al Partido Liberal.               | Onyx Lorenzoni deja la recien fundada Unión Brasil y se une al Partido Liberal.               | Onyx Lorenzoni deja la recien fundada Unión Brasil y se une al Partido Liberal.               | Onyx Lorenzoni deja la recien fundada Unión Brasil y se une al Partido Liberal.               | Onyx Lorenzoni deja la recien fundada Unión Brasil y se une al Partido Liberal.               | Onyx Lorenzoni deja la recien fundada Unión Brasil y se une al Partido Liberal.               | Onyx Lorenzoni deja la recien fundada Unión Brasil y se une al Partido Liberal.               | Onyx Lorenzoni deja la recien fundada Unión Brasil y se une al Partido Liberal.               | Onyx Lorenzoni deja la recien fundada Unión Brasil y se une al Partido Liberal.               | Onyx Lorenzoni deja la recien fundada Unión Brasil y se une al Partido Liberal.               | Onyx Lorenzoni deja la recien fundada Unión Brasil y se une al Partido Liberal.               |    |    |    |    |    |    |
| Encuestadora               | Fecha                              | Entrevistados                                                                                 | Leite PSDB                                                                                    | Lorenzoni DEM                                                                                 | Pretto PT                                                                                     | Ruas PSOL                                                                                     | Heinze PP                                                                                     | Beto PSB                                                                                      | Ranolfo PSDB                                                                                  | Sartori MDB                                                                                   | Otros                                                                                         | NS/NR                                                                                         | Ventaja                                                                                       |    |    |    |    |    |    |
| Encuestadora               | Fecha                              | Entrevistados                                                                                 |                                                                                               |                                                                                               |                                                                                               |                                                                                               |                                                                                               |                                                                                               |                                                                                               |                                                                                               | Otros                                                                                         | NS/NR                                                                                         | Ventaja                                                                                       |    |    |    |    |    |    |
| Real Time Big Data         | 13–14 de janeiro de 2022           | 1.000                                                                                         | 25%                                                                                           | 13%                                                                                           | 4%                                                                                            | 4%                                                                                            | 1%                                                                                            | 1%                                                                                            | 1%                                                                                            | 16%                                                                                           | 3%                                                                                            | 31%                                                                                           | 9%                                                                                            |    |    |    |    |    |    |
| Real Time Big Data         | 13–14 de janeiro de 2022           | 1.000                                                                                         | –                                                                                             | 18%                                                                                           | 4%                                                                                            | 5%                                                                                            | 2%                                                                                            | 3%                                                                                            | 2%                                                                                            | 20%                                                                                           | 4%                                                                                            | 41%                                                                                           | 2%                                                                                            |    |    |    |    |    |    |
| Real Time Big Data         | 13–14 de janeiro de 2022           | 1.000                                                                                         | –                                                                                             | 16%                                                                                           | –                                                                                             | 6%                                                                                            | –                                                                                             | 4%                                                                                            | 4%                                                                                            | 23%                                                                                           | 4%                                                                                            | 43%                                                                                           | 7%                                                                                            |    |    |    |    |    |    |
| Real Time Big Data         | 13–14 de janeiro de 2022           | 1.000                                                                                         | –                                                                                             | 20%                                                                                           | 4%                                                                                            | 6%                                                                                            | –                                                                                             | 5%                                                                                            | 3%                                                                                            | –                                                                                             | 2%                                                                                            | 55%                                                                                           | 14%                                                                                           |    |    |    |    |    |    |
| Real Time Big Data         | 13–14 de janeiro de 2022           | 1.000                                                                                         | –                                                                                             | 20%                                                                                           | 4%                                                                                            | 5%                                                                                            | 4%                                                                                            | 4%                                                                                            | 4%                                                                                            | –                                                                                             | –                                                                                             | 57%                                                                                           | 15%                                                                                           |    |    |    |    |    |    |
| Real Time Big Data         | 13–14 de janeiro de 2022           | 1.000                                                                                         | –                                                                                             | 22%                                                                                           | 4%                                                                                            | 6%                                                                                            | 5%                                                                                            | 6%                                                                                            | –                                                                                             | –                                                                                             | 2%                                                                                            | 55%                                                                                           | 16%                                                                                           |    |    |    |    |    |    |
| Instituto Atlas            | 17–23 de dezembro de 2021          | 1.001                                                                                         | –                                                                                             | 17,8%                                                                                         | 18,6%                                                                                         | –                                                                                             | 9,2%                                                                                          | 7,8%                                                                                          | 4,5%                                                                                          | –                                                                                             | –                                                                                             | 38,6%                                                                                         | 0,8%                                                                                          |    |    |    |    |    |    |

#### Segunda vuelta
La segunda ronda está programada para el 30 de octubre de 2022.
| Encuestadora                 | Fechas                                 | Muestra                                                                         | Lorenzoni PL                                                                    | Leite PSDB                                                                      | NS/NR                                                                           | Ventaja                                                                         |       |     |     |    |    |
| ---------------------------- | -------------------------------------- | ------------------------------------------------------------------------------- | ------------------------------------------------------------------------------- | ------------------------------------------------------------------------------- | ------------------------------------------------------------------------------- | ------------------------------------------------------------------------------- | ----- | --- | --- | -- | -- |
| Encuestadora                 | Fechas                                 | Muestra                                                                         | IPEC                                                                            | 19–21 de outubro de 2022                                                        | NS/NR                                                                           | Ventaja                                                                         | 1.200 | 41% | 50% | 8% | 9% |
| Atlasinteligencia            | 10 al 14 de octubre de 2022            | 1,600                                                                           | 43,6%                                                                           | 47,3%                                                                           | 9,1%                                                                            | 3,7%                                                                            |       |     |     |    |    |
| Ipec                         | 12 al 14 de octubre de 2022            | 1,008                                                                           | 43%                                                                             | 50%                                                                             | 7%                                                                              | 7%                                                                              |       |     |     |    |    |
| Real Time Big Data           | 11 y 12 de octubre de 2022             | 1,000                                                                           | 40%                                                                             | 39%                                                                             | 21%                                                                             | 1%                                                                              |       |     |     |    |    |
| Investigación Paranaense     | 4 al 6 de octubre de 2022              | 1,540                                                                           | 47,2%                                                                           | 42,3%                                                                           | 10,5%                                                                           | 4,9%                                                                            |       |     |     |    |    |
| 2 de octubre de 2022         | 2 de octubre de 2022                   | Confirmada la 2ª vuelta entre Lorenzoni y Leite.                                | Confirmada la 2ª vuelta entre Lorenzoni y Leite.                                | Confirmada la 2ª vuelta entre Lorenzoni y Leite.                                | Confirmada la 2ª vuelta entre Lorenzoni y Leite.                                | Confirmada la 2ª vuelta entre Lorenzoni y Leite.                                |       |     |     |    |    |
| Encuestadora                 | Fechas                                 | Muestra                                                                         | Lorenzoni PL                                                                    | Leite PSDB                                                                      | NS/NR                                                                           | Ventaja                                                                         |       |     |     |    |    |
| Encuestadora                 | Fechas                                 | Muestra                                                                         |                                                                                 |                                                                                 | NS/NR                                                                           | Ventaja                                                                         |       |     |     |    |    |
| ipec                         | 28 al 30 de septiembre de 2022         | 1,808                                                                           | 37%                                                                             | 52%                                                                             | 13%                                                                             | 15%                                                                             |       |     |     |    |    |
| atlasinteligencia            | 28 al 30 de septiembre de 2022         | 1,600                                                                           | 35,5%                                                                           | 48,9%                                                                           | 15,5%                                                                           | 13,4%                                                                           |       |     |     |    |    |
| ipec                         | 13 al 15 de septiembre de 2022         | 1200                                                                            | 35%                                                                             | 49%                                                                             | 16%                                                                             | 14%                                                                             |       |     |     |    |    |
| ipec                         | 30 de agosto – 1 de septiembre de 2022 | 1200                                                                            | 35%                                                                             | 49%                                                                             | 16%                                                                             | 14%                                                                             |       |     |     |    |    |
| Investigación Paranaense     | 27 de junio – 1 de julio de 2022       | 1,540                                                                           | 34,9%                                                                           | 43,1%                                                                           | 22,1%                                                                           | 8,2%                                                                            |       |     |     |    |    |
| EXAMEN / IDEA                | 10 al 15 de junio de 2022              | 1,000                                                                           | 36%                                                                             | 32%                                                                             | 32%                                                                             | 4%                                                                              |       |     |     |    |    |
| 24 de marzo de 2022          | 24 de marzo de 2022                    | Onyx Lorenzoni deja la recien fundada Unión Brasil y se une al Partido Liberal. | Onyx Lorenzoni deja la recien fundada Unión Brasil y se une al Partido Liberal. | Onyx Lorenzoni deja la recien fundada Unión Brasil y se une al Partido Liberal. | Onyx Lorenzoni deja la recien fundada Unión Brasil y se une al Partido Liberal. | Onyx Lorenzoni deja la recien fundada Unión Brasil y se une al Partido Liberal. |       |     |     |    |    |
| Encuestadora                 | Fecha                                  | Muestra                                                                         | Lorenzoni DEM                                                                   | Leite PSDB                                                                      | NS/NR                                                                           | Ventaja                                                                         |       |     |     |    |    |
| Encuestadora                 | Fecha                                  | Muestra                                                                         |                                                                                 |                                                                                 | NS/NR                                                                           | Ventaja                                                                         |       |     |     |    |    |
| Grandes datos en tiempo real | 13 y 14 de enero de 2022               | 1,000                                                                           | 29%                                                                             | 35%                                                                             | 36%                                                                             | 6%                                                                              |       |     |     |    |    |

### Senador Federal
| Encuestadora                    | Fecha                              | Muestra | Lemos PSD | Mourão Republicanos | Olívio PT | Nádia PP | Sanny PSB | Zanotto PSC | Sanguiné PSTU | Otros | NS/NR | Ventaja |    |    |    |    |     |    |
| ------------------------------- | ---------------------------------- | --- | --- | --- | --- | --- | --- | --- | --- | --- | --- | --- | -- | -- | -- | -- | --- | -- |
| Encuestadora                    | Fecha                              | Muestra | Ipec | 28–30 de setembro de 2022 | 1.808 | 24% | 23% | 31% | – | Otros | NS/NR | Ventaja | 1% | 1% | 1% | 2% | 14% | 7% |
| Real Time Big Data              | 28–29 de setembro de 2022          | 1.000 | 27% | 27% | 29% | 1% | 0% | 0% | 0% | 0% | 15% | 2% |    |    |    |    |     |    |
| Ipec                            | 23–25 de setembro de 2022          | 1.808 | 24% | 21% | 30% | 3% | 1% | 1% | 1% | 3% | 17% | 6% |    |    |    |    |     |    |
| Real Time Big Data              | 21–22 de setembro de 2022          | 1.000 | 25% | 28% | 28% | 2% | 0% | 0% | 0% | 1% | 16% | Empate |    |    |    |    |     |    |
| Studio Pesquisas                | 16–17 de setembro de 2022          | 1.512 | 16,1% | 33,3% | 31,2% | 5,7% | – | – | – | 2,4% | 11,3% | 2,1% |    |    |    |    |     |    |
| Ipec                            | 13–15 de setembro de 2022          | 1.200 | 25% | 19% | 28% | 3% | 0% | 2% | 1% | 3% | 20% | 3% |    |    |    |    |     |    |
| 12 de setembro de 2022          | 12 de setembro de 2022             | El PSB decide lanzar la candidatura de Sanny Figueiredo al Senado Federal. | El PSB decide lanzar la candidatura de Sanny Figueiredo al Senado Federal. | El PSB decide lanzar la candidatura de Sanny Figueiredo al Senado Federal. | El PSB decide lanzar la candidatura de Sanny Figueiredo al Senado Federal. | El PSB decide lanzar la candidatura de Sanny Figueiredo al Senado Federal. | El PSB decide lanzar la candidatura de Sanny Figueiredo al Senado Federal. | El PSB decide lanzar la candidatura de Sanny Figueiredo al Senado Federal. | El PSB decide lanzar la candidatura de Sanny Figueiredo al Senado Federal. | El PSB decide lanzar la candidatura de Sanny Figueiredo al Senado Federal. | El PSB decide lanzar la candidatura de Sanny Figueiredo al Senado Federal. | El PSB decide lanzar la candidatura de Sanny Figueiredo al Senado Federal. |    |    |    |    |     |    |
| Encuestadora                    | Fecha                              | Muestra | Lemos PSD | Mourão Republicanos | Olívio PT | Nádia PP | Ferronato PSB | Zanotto PSC | Sanguiné PSTU | Otros | NS/NR | Ventaja |    |    |    |    |     |    |
| Encuestadora                    | Fecha                              | Muestra | | | | | | | | Otros | NS/NR | Ventaja |    |    |    |    |     |    |
| AtlasIntel                      | 4–8 de setembro de 2022            | 1.597 | 9,5% | 32,4% | 31% | 2,3% | 0,4% | 0,6% | 0,2% | 0,1% | 23,3% | 1,4% |    |    |    |    |     |    |
| Real Time Big Data              | 2–3 de setembro de 2022            | 1.200 | 20% | 28% | 25% | 3% | 0% | 0% | 0% | 1% | 23% | 3% |    |    |    |    |     |    |
| Ipec                            | 30 de agosto–1 de setembro de 2022 | 1.200 | 25% | 18% | 28% | 3% | 1% | 2% | 1% | 4% | 18% | 3% |    |    |    |    |     |    |
| Paraná Pesquisas                | 20–24 de agosto de 2022            | 1.540 | 18,6% | 24,2% | 25,2% | 3% | 0,4% | 0,6% | 0,6% | 2,5% | 25% | 1% |    |    |    |    |     |    |
| Ipec                            | 12–15 de agosto de 2022            | 1.008 | 23% | 16% | 25% | 2% | 1% | 1% | 1% | 2% | 28% | 2% |    |    |    |    |     |    |
| 25 de julho–3 de agosto de 2022 | 25 de julho–3 de agosto de 2022    | Olívio Dutra es anunciado como candidato al Senado Federal por el PT. José Ivo Sartori desiste de su candidatura al Senado Federal. Lasier Martins renuncia a su candidatura a la reelección al Senado Federal. | Olívio Dutra es anunciado como candidato al Senado Federal por el PT. José Ivo Sartori desiste de su candidatura al Senado Federal. Lasier Martins renuncia a su candidatura a la reelección al Senado Federal. | Olívio Dutra es anunciado como candidato al Senado Federal por el PT. José Ivo Sartori desiste de su candidatura al Senado Federal. Lasier Martins renuncia a su candidatura a la reelección al Senado Federal. | Olívio Dutra es anunciado como candidato al Senado Federal por el PT. José Ivo Sartori desiste de su candidatura al Senado Federal. Lasier Martins renuncia a su candidatura a la reelección al Senado Federal. | Olívio Dutra es anunciado como candidato al Senado Federal por el PT. José Ivo Sartori desiste de su candidatura al Senado Federal. Lasier Martins renuncia a su candidatura a la reelección al Senado Federal. | Olívio Dutra es anunciado como candidato al Senado Federal por el PT. José Ivo Sartori desiste de su candidatura al Senado Federal. Lasier Martins renuncia a su candidatura a la reelección al Senado Federal. | Olívio Dutra es anunciado como candidato al Senado Federal por el PT. José Ivo Sartori desiste de su candidatura al Senado Federal. Lasier Martins renuncia a su candidatura a la reelección al Senado Federal. | Olívio Dutra es anunciado como candidato al Senado Federal por el PT. José Ivo Sartori desiste de su candidatura al Senado Federal. Lasier Martins renuncia a su candidatura a la reelección al Senado Federal. | Olívio Dutra es anunciado como candidato al Senado Federal por el PT. José Ivo Sartori desiste de su candidatura al Senado Federal. Lasier Martins renuncia a su candidatura a la reelección al Senado Federal. | Olívio Dutra es anunciado como candidato al Senado Federal por el PT. José Ivo Sartori desiste de su candidatura al Senado Federal. Lasier Martins renuncia a su candidatura a la reelección al Senado Federal. | Olívio Dutra es anunciado como candidato al Senado Federal por el PT. José Ivo Sartori desiste de su candidatura al Senado Federal. Lasier Martins renuncia a su candidatura a la reelección al Senado Federal. |    |    |    |    |     |    |
| Encuestadora                    | Fecha                              | Muestra | Lemos PSD | Mourão Republicanos | Rossetto PT | Sartori MDB | Martins PODE | Vicente PSB | Nádia PP | Otros | NS/NR | Ventaja |    |    |    |    |     |    |
| Encuestadora                    | Fecha                              | Muestra | | | | | | | | Otros | NS/NR | Ventaja |    |    |    |    |     |    |
| Real Time Big Data              | 26–27 de julho de 2022             | 1.500 | 20% | 24% | – | 17% | 5% | – | 3% | 8% | 23% | 4% |    |    |    |    |     |    |
| Paraná Pesquisas                | 27 de junho–1 de julho de 2022     | 1.540 | 26,4% | 23,4% | 10,6% | – | 8,7% | – | 3,8% | 4,8% | 22,3% | 3% |    |    |    |    |     |    |
| Paraná Pesquisas                | 27 de junho–1 de julho de 2022     | 1.540 | 25,3% | 23,4% | – | – | 8,9% | – | 3,9% | 11,5% | 22,2% | 1,9% |    |    |    |    |     |    |
| EXAME/IDEIA                     | 10–15 de junho de 2022             | 1.000 | 15% | 19% | – | – | 11% | 0,1% | 3% | 22,1% | 31% | 3,1% |    |    |    |    |     |    |
| 27 de maio de 2022              | 27 de maio de 2022                 | Manuela d'Ávila desiste de su candidatura al Senado Federal. | Manuela d'Ávila desiste de su candidatura al Senado Federal. | Manuela d'Ávila desiste de su candidatura al Senado Federal. | Manuela d'Ávila desiste de su candidatura al Senado Federal. | Manuela d'Ávila desiste de su candidatura al Senado Federal. | Manuela d'Ávila desiste de su candidatura al Senado Federal. | Manuela d'Ávila desiste de su candidatura al Senado Federal. | Manuela d'Ávila desiste de su candidatura al Senado Federal. | Manuela d'Ávila desiste de su candidatura al Senado Federal. | Manuela d'Ávila desiste de su candidatura al Senado Federal. | Manuela d'Ávila desiste de su candidatura al Senado Federal. |    |    |    |    |     |    |
| Encuestadora                    | Fecha                              | Muestra | Manuela PCdoB | Mourão Republicanos | Lemos PSD | Sartori MDB | Martins PODE | Marchezan Júnior PSDB | Bolzan Júnior PDT | Otros | NS/NR | Ventaja |    |    |    |    |     |    |
| Encuestadora                    | Fecha                              | Muestra | | | | | | | | Otros | NS/NR | Ventaja |    |    |    |    |     |    |
| Real Time Big Data              | 23–24 de maio de 2022              | 1.500 | 22% | 22% | 11% | 11% | 6% | 5% | – | – | 23% | Empate |    |    |    |    |     |    |
| Real Time Big Data              | 23–24 de maio de 2022              | 1.500 | 20% | 21% | 9% | 10% | 6% | – | – | 17% | 17% | 1% |    |    |    |    |     |    |
| Paraná Pesquisas                | 15–20 de maio de 2022              | 1.540 | 20,5% | 22,7% | 20,4% | – | 7,5% | 3,3% | – | 2,7% | 23% | 2,2% |    |    |    |    |     |    |
| Paraná Pesquisas                | 15–20 de maio de 2022              | 1.540 | 18,4% | 22% | 17,9% | – | 6,6% | – | – | 17,4% | 17,7% | 3,6% |    |    |    |    |     |    |
| Paraná Pesquisas                | 15–20 de maio de 2022              | 1.540 | 20,1% | 22,3% | 19,7% | – | 7,7% | – | 5,1% | 2,8% | 22,3% | 2,2% |    |    |    |    |     |    |
| Real Time Big Data              | 15–16 de abril de 2022             | 1.200 | 20% | 16% | 12% | 10% | 4% | 4% | 4% | – | 30% | 4% |    |    |    |    |     |    |
| 16 de março de 2022             | 16 de março de 2022                | Hamilton Mourão, Vicepresidente de Brasil, sale del Partido Renovador Laborista Brasileño y se une a Republicanos.                                                                                              | Hamilton Mourão, Vicepresidente de Brasil, sale del Partido Renovador Laborista Brasileño y se une a Republicanos.                                                                                              | Hamilton Mourão, Vicepresidente de Brasil, sale del Partido Renovador Laborista Brasileño y se une a Republicanos.                                                                                              | Hamilton Mourão, Vicepresidente de Brasil, sale del Partido Renovador Laborista Brasileño y se une a Republicanos.                                                                                              | Hamilton Mourão, Vicepresidente de Brasil, sale del Partido Renovador Laborista Brasileño y se une a Republicanos.                                                                                              | Hamilton Mourão, Vicepresidente de Brasil, sale del Partido Renovador Laborista Brasileño y se une a Republicanos.                                                                                              | Hamilton Mourão, Vicepresidente de Brasil, sale del Partido Renovador Laborista Brasileño y se une a Republicanos.                                                                                              | Hamilton Mourão, Vicepresidente de Brasil, sale del Partido Renovador Laborista Brasileño y se une a Republicanos.                                                                                              | Hamilton Mourão, Vicepresidente de Brasil, sale del Partido Renovador Laborista Brasileño y se une a Republicanos.                                                                                              | Hamilton Mourão, Vicepresidente de Brasil, sale del Partido Renovador Laborista Brasileño y se une a Republicanos.                                                                                              | Hamilton Mourão, Vicepresidente de Brasil, sale del Partido Renovador Laborista Brasileño y se une a Republicanos.                                                                                              |    |    |    |    |     |    |
| Encuestadora                    | Fecha                              | Muestra | Manuela PCdoB | Mourão PRTB | Lemos PP | Sartori MDB | Martins PODE | Pimenta PT | Moreira MDB | Otros | NS/NR | Ventaja |    |    |    |    |     |    |
| Encuestadora                    | Fecha                              | Muestra | | | | | | | | Otros | NS/NR | Ventaja |    |    |    |    |     |    |
| Real Time Big Data              | 13–14 de janeiro de 2022           | 1.000 | 17% | 14% | 13% | 11% | 10% | 4% | 1% | – | 30% | 3% |    |    |    |    |     |    |
| Real Time Big Data              | 13–14 de janeiro de 2022           | 1.000 | 17% | 17% | 14% | – | 12% | 6% | 2% | – | 32% | Empate |    |    |    |    |     |    |

## Resultados

### Gobernador[102]
| Fórmula                   | Fórmula                   | Fórmula                   | Primera vuelta | Primera vuelta | Segunda vuelta | Segunda vuelta |
| Gobernador                | Gobernador                | Vicegobernador            | Votos          | %              | Votos          | %              |
| ------------------------- | ------------------------- | ------------------------- | -------------- | -------------- | -------------- | -------------- |
|                           | Eduardo Leite (PSDB)      | Gabriel Souza (MDB)       | 1 702 815      | 26,81          | 3 687 126      | 57,12          |
|                           | Onyx Lorenzoni (PL)       | Claudia Jardim (PL)       | 2 382 026      | 37,50          | 2 767 786      | 42,88          |
|                           | Edegar Preto (PT)         | Pedro Ruas (PSOL)         | 1 700 374      | 26,77          |                |                |
|                           | Luis Carlos Heinze (PP)   | Tanise Sabino (PTB)       | 271 540        | 4,28           |                |                |
|                           | Roberto Argenta (PSC)     | Nivea Rosa (SD)           | 126 899        | 2,00           |                |                |
|                           | Vieira da Cunha (PDT)     | Regina dos Santos (PDT)   | 101 611        | 1,60           |                |                |
|                           | Ricardo Jobim (NOVO)      | Rafael Dresch (NOVO)      | 38 887         | 0,61           |                |                |
|                           | Vicente Bogo (PSB)        | Josiane Paz (PSB)         | 17 222         | 0,27           |                |                |
|                           | Rejane de Oliveira (PSTU) | Vera de Oliveira (PSTU)   | 6 252          | 0,10           |                |                |
|                           | Carlos Mesalla (PCB)      | Edson Canabarro (PCB)     | 4 003          | 0,06           |                |                |
|                           |                           |                           |                |                |                |                |
| Votos válidos             | Votos válidos             | Votos válidos             | 6 351 629      | 92,28          | 6 454 912      | 93,22          |
| Votos en blanco           | Votos en blanco           | Votos en blanco           | 341 049        | 4,95           | 202 415        | 2,92           |
| Votos nulos               | Votos nulos               | Votos nulos               | 190 663        | 2,77           | 267 276        | 3,86           |
| Total                     | Total                     | Total                     | 6 883 341      | 100,00         | 6 924 603      | 100,00         |
| Registrados/Participación | Registrados/Participación | Registrados/Participación | 8 582 100      | 80,21          | 8 582 643      | 80,68          |

### Senador Federal
| Candidato                 | Candidato                          | Votos     | %      |
| ------------------------- | ---------------------------------- | --------- | ------ |
|                           | Hamilton Mourão (REP)              | 2 593 294 | 44,11  |
|                           | Olivio Dutra (PT)                  | 2 225 458 | 37,85  |
|                           | Ana Amelia Lemos (PSD)             | 966 450   | 16,44  |
|                           | Ronaldo Teixeira da Silva (AVANTE) | 33 923    | 0,58   |
|                           | Sandra Figueiredo (PSB)            | 31 613    | 0,54   |
|                           | Maristela Zanotto (PSC)            | 17 292    | 0,29   |
|                           | Fabiana Sanguiné (PSTU)            | 9 353     | 0,16   |
|                           | Paulo da Rosa (DC)                 | 2 077     | 0,04   |
|                           |                                    |           |        |
| Votos válidos             | Votos válidos                      | 5 879 460 | 85,42  |
| Votos en blanco           | Votos en blanco                    | 527 127   | 7,65   |
| Votos nulos               | Votos nulos                        | 476 754   | 6,93   |
| Total                     | Total                              | 6 883 341 | 100,00 |
| Registrados/Participación | Registrados/Participación          | 8 582 100 | 80,21  |

### Diputados federales electos
Río Grande del Sur tiene 31 de los 513 escaños de la Cámara de Diputados de Brasil. Con la reforma política que se llevó a cabo en 2017, no hubo coaliciones proporcionales, es decir, los candidatos solo representaban sus siglas y elegían sus bancadas individualmente.
| Diputados reelectos |                       |                                        |         |                      |                    |
| Candidato           | Candidato             | Partido/Federación                     | Votos   | Ciudad de origen     | Estado             |
|                     | Tenente Coronel Zucco | Republicanos                           | 259.023 | Porto Alegre         | Río Grande del Sur |
|                     | Marcel van Hattem     | NOVO                                   | 256.913 | Dois Irmãos          | Río Grande del Sur |
|                     | Paulo Pimenta         | PT (FE Brasil: PT, PV, PCdoB)          | 223.109 | Santa Maria          | Río Grande del Sur |
|                     | Fernanda Melchionna   | PSOL (Federación: PSOL, REDE)          | 199.894 | Alegrete             | Río Grande del Sur |
|                     | Giovani Cherini       | PL                                     | 162.036 | Soledade             | Río Grande del Sur |
|                     | Maria do Rosário      | PT (FE Brasil: PT, PV, PCdoB)          | 151.050 | Veranópolis          | Río Grande del Sur |
|                     | Mauricio Marcon       | PODE                                   | 140.634 | Caxias do Sul        | Río Grande del Sur |
|                     | Bohn Gass             | PT (FE Brasil: PT, PV, PCdoB)          | 131.881 | Santo Cristo         | Río Grande del Sur |
|                     | Dionilso Marcon       | PT (FE Brasil: PT, PV, PCdoB)          | 129.352 | Ronda Alta           | Río Grande del Sur |
|                     | Alceu Moreira         | MDB                                    | 125.647 | Osório               | Río Grande del Sur |
|                     | Lucas Redecker        | PSDB (Federación Cidadania, PSDB)      | 119.069 | Novo Hamburgo        | Río Grande del Sur |
|                     | Any Ortiz             | Cidadania (Federación Cidadania, PSDB) | 119.039 | Canoas               | Río Grande del Sur |
|                     | Pedro Westphalen      | PP                                     | 114.258 | Cruz Alta            | Río Grande del Sur |
|                     | Covatti Filho         | PP                                     | 112.910 | Frederico Westphalen | Río Grande del Sur |
|                     | Afonso Hamm           | PP                                     | 109.123 | Hulha Negra          | Río Grande del Sur |
|                     | Osmar Terra           | MDB                                    | 103.245 | Porto Alegre         | Río Grande del Sur |
|                     | Carlos Gomes          | Republicanos                           | 102.363 | Saúde                | Bahía              |
|                     | Pompeo de Mattos      | PDT                                    | 100.113 | Santo Augusto        | Río Grande del Sur |
|                     | Márcio Biolchi        | MDB                                    | 99.627  | Carazinho            | Río Grande del Sur |
|                     | Danrlei de Deus       | PSD                                    | 97.824  | Crissiumal           | Río Grande del Sur |
|                     | Alexandre Lindenmeyer | PT (FE Brasil: PT, PV, PCdoB)          | 93.768  | Río Grande           | Río Grande del Sur |
|                     | Daiana Santos         | PCdoB (FE Brasil: PT, PV, PCdoB)       | 88.107  | Júlio de Castilhos   | Río Grande del Sur |
|                     | Ubiratan Sanderson    | PL                                     | 86.690  | Erechim              | Río Grande del Sur |
|                     | Marlon Santos         | PL                                     | 85.911  | Cachoeira do Sul     | Río Grande del Sur |
|                     | Marcelo Moraes        | PL                                     | 84.247  | Porto Alegre         | Río Grande del Sur |
|                     | Heitor Schuch         | PSB                                    | 77.616  | Santa Cruz do Sul    | Río Grande del Sur |
|                     | Daniel Trzeciak       | PSDB (Federación Cidadania, PSDB)      | 77.232  | Dom Feliciano        | Río Grande del Sur |
|                     | Afonso Motta          | PDT                                    | 70.307  | Porto Alegre         | Río Grande del Sur |
|                     | Luiz Carlos Busato    | UNIÃO                                  | 57.610  | Caçador              | Santa Catarina     |
|                     | Denise Pessôa         | PT (FE Brasil: PT, PV, PCdoB)          | 44.241  | Caxias do Sul        | Río Grande del Sur |
|                     | Franciane Bayer       | Republicanos                           | 40.555  | Santa Maria          | Río Grande del Sur |

#### Por Partido/Federación
| N.º                       | Partido                                                 | Votos     | %      | Escaños | ±           |
| ------------------------- | ------------------------------------------------------- | --------- | ------ | ------- | ----------- |
| 13                        | Partido de los Trabajadores (PT)                        | 1.043.119 | 16,81  | 6       | 1           |
| 22                        | Partido Liberal (PL)                                    | 680.192   | 11,06  | 4       | 3           |
| 15                        | Movimento Democrático Brasileiro (MDB)                  | 586.325   | 9,53   | 3       | 1           |
| 10                        | Republicanos (REP)                                      | 549.530   | 8,94   | 3       | 2           |
| 11                        | Progresistas (PP)                                       | 531.612   | 8,64   | 3       | 1           |
| 45                        | Partido de la Social Democracia Brasileña (PSDB)        | 357.137   | 5,81   | 2       | Sin cambios |
| 12                        | Partido Democrático Laborista (PDT)                     | 321.317   | 5,22   | 2       | 1           |
| 19                        | Podemos (PODE)                                          | 318.850   | 5,18   | 1       | 1           |
| 30                        | Partido Nuevo (NOVO)                                    | 301.966   | 4,91   | 1       | 1           |
| 50                        | Partido Socialismo y Libertad (PSOL)                    | 296.021   | 4,81   | 1       | Sin cambios |
| 55                        | Partido Social Democrático (PSD)                        | 295.357   | 4,80   | 1       | Sin cambios |
| 44                        | Unión Brasil (UNIÃO)                                    | 216.268   | 3,52   | 1       | 3           |
| 40                        | Partido Socialista Brasileiro (PSB)                     | 193.200   | 3,14   | 1       | 1           |
| 23                        | Ciudadanía (Cidadania)                                  | 123.858   | 2,01   | 1       | 1           |
| 65                        | Partido Comunista de Brasil (PCdoB)                     | 107.764   | 1,75   | 1       | 1           |
| 14                        | Partido Laborista Brasileiro (PTB)                      | 89.766    | 1,46   | 0       | 2           |
| 70                        | Avante (AVANTE)                                         | 39.776    | 0,65   | 0       | Sin cambios |
| 20                        | Partido Social Cristiano (PSC)                          | 29.346    | 0,48   | 0       | Sin cambios |
| 51                        | Patriota (PATRI)                                        | 28.516    | 0,46   | 0       | Sin cambios |
| 43                        | Partido Verde (PV)                                      | 17.245    | 0,28   | 0       | Sin cambios |
| 77                        | Solidaridad (SD)                                        | 12.595    | 0,20   | 0       | Sin cambios |
| 18                        | Red de Sostenibilidad (REDE)                            | 7.159     | 0,12   | 0       | Sin cambios |
| 23                        | Partido Comunista Brasileño (PCB)                       | 3.661     | 0,06   | 0       | Sin cambios |
| 28                        | Partido Renovador Laborista Brasileño (PRTB)            | 2.656     | 0,04   | 0       | Sin cambios |
| 80                        | Unidad Popular (UP)                                     | 2.086     | 0,03   | 0       | Sin cambios |
| 90                        | Partido Republicano de Orden Social (PROS)              | 1.809     | 0,03   | 0       | Sin cambios |
| 16                        | Partido Socialista de los Trabajadores Unificado (PSTU) | 1.842     | 0,03   | 0       | Sin cambios |
| 27                        | Democracia Cristiana (DC)                               | 1.187     | 0,02   | 0       | Sin cambios |
| 36                        | Actuar (AGIR-36)                                        | 425       | 0,01   | 0       | Sin cambios |
|                           |                                                         |           |        |         |             |
| Votos válidos             | Votos válidos                                           | 6.149.822 | 89,50  |         |             |
| Votos en blanco           | Votos en blanco                                         | 521.905   | 7,58   |         |             |
| Votos nulos               | Votos nulos                                             | 200.791   | 2,92   |         |             |
| Total                     | Total                                                   | 6.883.341 | 100,00 | 31      | Sin cambios |
| Registrados/Participación | Registrados/Participación                               | 8.582.100 | 80,20  | 1,80    | 1,80        |

### Asamblea Legislativa
| Diputados reelectos |                        |                                   |         |                           |                    |
| Candidato           | Candidato              | Partido/Federación                | Votos   | Ciudad de origen          | Estado             |
|                     | Gustavo Victorino      | Republicanos                      | 112.290 | Porto Alegre              | Río Grande del Sur |
|                     | Luciana Genro          | PSOL (Federación: PSOL, REDE)     | 111.126 | Santa Maria               | Río Grande del Sur |
|                     | Rodrigo Lorenzoni      | PL                                | 85.692  | Porto Alegre              | Río Grande del Sur |
|                     | Silvana Covatti        | PP                                | 82.717  | Frederico Westphalen      | Río Grande del Sur |
|                     | Matheus Gomes          | PSOL (Federación: PSOL, REDE)     | 82.401  | Porto Alegre              | Río Grande del Sur |
|                     | Sergio Peres           | Republicanos                      | 74.685  | Santo Antônio da Patrulha | Río Grande del Sur |
|                     | Valdeci Oliveira       | PT (FE Brasil: PT, PV, PCdoB)     | 70.580  | Santa Maria               | Río Grande del Sur |
|                     | Pepe Vargas            | PT (FE Brasil: PT, PV, PCdoB)     | 69.949  | Nova Petrópolis           | Río Grande del Sur |
|                     | Ernani Polo            | PP                                | 67.515  | Ijuí                      | Río Grande del Sur |
|                     | Juvir Costella         | MDB                               | 66.971  | Guaporé                   | Río Grande del Sur |
|                     | Adão Pretto Filho      | PT (FE Brasil: PT, PV, PCdoB)     | 66.457  | Viamão                    | Río Grande del Sur |
|                     | Kelly Moraes           | PL                                | 62.261  | São Leopoldo              | Río Grande del Sur |
|                     | Dirceu Franciscon      | UNIÃO                             | 61.797  | Canoas                    | Río Grande del Sur |
|                     | Jeferson Fernandes     | PT (FE Brasil: PT, PV, PCdoB)     | 60.280  | Santo Ângelo              | Río Grande del Sur |
|                     | Delegado Zucco         | Republicanos                      | 59.648  | Alegrete                  | Río Grande del Sur |
|                     | Paparico Bacchi        | PL                                | 59.646  | Paim Filho                | Río Grande del Sur |
|                     | Guilherme Pasin        | PP                                | 57.922  | Bento Gonçalves           | Río Grande del Sur |
|                     | Luiz Fernando Mainardi | PT (FE Brasil: PT, PV, PCdoB)     | 56.859  | Sobradinho                | Río Grande del Sur |
|                     | Bruna Rodrigues        | PCdoB (FE Brasil: PT, PV, PCdoB)  | 51.865  | Porto Alegre              | Río Grande del Sur |
|                     | Eduardo Loureiro       | PDT                               | 50.667  | Santo Ângelo              | Río Grande del Sur |
|                     | Beto Fantinel          | MDB                               | 49.771  | Dona Francisca            | Río Grande del Sur |
|                     | Professor Bonatto      | PSDB (Federación Cidadania, PSDB) | 48.409  | Novo Hamburgo             | Río Grande del Sur |
|                     | Patrícia Alba          | MDB                               | 44.871  | Xanxerê                   | Santa Catarina     |
|                     | Vilmar Zanchin         | MDB                               | 44.367  | Marau                     | Río Grande del Sur |
|                     | Leonel Radde           | PT (FE Brasil: PT, PV, PCdoB)     | 44.300  | Porto Alegre              | Río Grande del Sur |
|                     | Zé Nunes               | PT (FE Brasil: PT, PV, PCdoB)     | 44.035  | São Lourenço do Sul       | Río Grande del Sur |
|                     | Delegada Nadine        | PSDB (Federación Cidadania, PSDB) | 40.937  | Getúlio Vargas            | Río Grande del Sur |
|                     | Felipe Camozzato       | NOVO                              | 39.517  | Nova Bassano              | Río Grande del Sur |
|                     | Joel de Igrejinha      | PP                                | 39.225  | Taquara                   | Río Grande del Sur |
|                     | Sofia Cavedon          | PT (FE Brasil: PT, PV, PCdoB)     | 39.039  | Veranópolis               | Río Grande del Sur |
|                     | Stela Farias           | PT (FE Brasil: PT, PV, PCdoB)     | 37.957  | Ibirubá                   | Río Grande del Sur |
|                     | Miguel Rossetto        | PT (FE Brasil: PT, PV, PCdoB)     | 37.790  | São Leopoldo              | Río Grande del Sur |
|                     | Luciano Silveira       | MDB                               | 36.770  | Osório                    | Río Grande del Sur |
|                     | Laura Sito             | PT (FE Brasil: PT, PV, PCdoB)     | 36.705  | Porto Alegre              | Río Grande del Sur |
|                     | Frederico Antunes      | PP                                | 36.325  | Uruguaiana                | Río Grande del Sur |
|                     | Elton Weber            | PSB                               | 35.465  | Nova Petrópolis           | Río Grande del Sur |
|                     | Eliana Bayer           | Republicanos                      | 35.288  | São Borja                 | Río Grande del Sur |
|                     | Edivilson Brum         | MDB                               | 34.358  | Rio Pardo                 | Río Grande del Sur |
|                     | Professor Claudio      | PODE                              | 33.709  | Caxias do Sul             | Río Grande del Sur |
|                     | Gaúcho da Geral        | PSD                               | 32.717  | Novo Hamburgo             | Río Grande del Sur |
|                     | Neri, o Carteiro       | PSDB (Federación Cidadania, PSDB) | 32.378  | São Joaquim               | Santa Catarina     |
|                     | Elizandro Sabino       | PTB                               | 31.937  | São Gonçalo               | Río de Janeiro     |
|                     | Pedro Pereira          | PSDB (Federación Cidadania, PSDB) | 31.255  | Canguçu                   | Río Grande del Sur |
|                     | Marcus Vinícius        | PP                                | 30.894  | Tapes                     | Río Grande del Sur |
|                     | Aloísio Classmann      | UNIÃO                             | 29.671  | Campo Novo                | Río Grande del Sur |
|                     | Capitão Martim         | Republicanos                      | 29.040  | Porto Alegre              | Río Grande del Sur |
|                     | Adriana Lara           | PL                                | 28.309  | Bagé                      | Río Grande del Sur |
|                     | Ronaldo Santini        | PODE                              | 28.294  | Lagoa Vermelha            | Río Grande del Sur |
|                     | Adolfo Brito           | PP                                | 28.115  | Sobradinho                | Río Grande del Sur |
|                     | Thiago Pereira Duarte  | UNIÃO                             | 27.814  | Porto Alegre              | Río Grande del Sur |
|                     | Luiz Marenco           | PDT                               | 27.624  | Porto Alegre              | Río Grande del Sur |
|                     | Gerson Burmann         | PDT                               | 27.109  | Ijuí                      | Río Grande del Sur |
|                     | Kaká D'avila           | PSDB (Federación Cidadania, PSDB) | 26.766  | Porto Alegre              | Río Grande del Sur |
|                     | Claudio Tatsch         | PL                                | 25.979  | Rio Pardo                 | Río Grande del Sur |
|                     | Gilmar Sossella        | PDT                               | 24.946  | Tapejara                  | Río Grande del Sur |

#### Por Partido/Federación
| N.º                       | Partido                                                 | Votos     | %      | Escaños | ±           |
| ------------------------- | ------------------------------------------------------- | --------- | ------ | ------- | ----------- |
| 13                        | Partido de los Trabajadores (PT)                        | 1.120.179 | 17,75  | 11      | 3           |
| 11                        | Progresistas (PP)                                       | 693.464   | 11,28  | 7       | 1           |
| 15                        | Movimento Democrático Brasileiro (MDB)                  | 629.558   | 10,24  | 6       | 2           |
| 10                        | Republicanos (REP)                                      | 546.149   | 8,88   | 5       | 3           |
| 22                        | Partido Liberal (PL)                                    | 522.187   | 8,50   | 5       | 3           |
| 12                        | Partido Democrático Laborista (PDT)                     | 472.663   | 7,69   | 4       | Sin cambios |
| 45                        | Partido de la Social Democracia Brasileña (PSDB)        | 447.338   | 7,28   | 5       | 1           |
| 44                        | Unión Brasil (UNIÃO)                                    | 306.649   | 4,99   | 3       | 3           |
| 50                        | Partido Socialismo y Libertad (PSOL)                    | 286.966   | 4,67   | 2       | 1           |
| 19                        | Podemos (PODE)                                          | 196.671   | 3,20   | 2       | 1           |
| 55                        | Partido Social Democrático (PSD)                        | 181.035   | 2,95   | 1       | Sin cambios |
| 40                        | Partido Socialista Brasileiro (PSB)                     | 161.560   | 2,63   | 1       | 2           |
| 30                        | Partido Nuevo (NOVO)                                    | 147.221   | 2,40   | 1       | 1           |
| 14                        | Partido Laborista Brasileiro (PTB)                      | 106.233   | 1,73   | 1       | 4           |
| 23                        | Ciudadanía (Cidadania)                                  | 96.294    | 1,57   | 0       | 1           |
| 20                        | Partido Social Cristiano (PSC)                          | 92.323    | 1,50   | 0       | Sin cambios |
| 65                        | Partido Comunista de Brasil (PCdoB)                     | 59.864    | 0,97   | 1       | 1           |
| 70                        | Avante (AVANTE)                                         | 41.045    | 0,67   | 0       | Sin cambios |
| 77                        | Solidaridad (SD)                                        | 29.106    | 0,47   | 0       | 1           |
| 51                        | Patriota (PATRI)                                        | 20.643    | 0,34   | 0       | Sin cambios |
| 43                        | Partido Verde (PV)                                      | 7.382     | 0,12   | 0       | Sin cambios |
| 23                        | Partido Comunista Brasileño (PCB)                       | 3.833     | 0,06   | 0       | Sin cambios |
| 28                        | Partido Renovador Laborista Brasileño (PRTB)            | 2.439     | 0,03   | 0       | Sin cambios |
| 16                        | Partido Socialista de los Trabajadores Unificado (PSTU) | 1.883     | 0,03   | 0       | Sin cambios |
| 18                        | Red de Sostenibilidad (REDE)                            | 1.873     | 0,03   | 0       | Sin cambios |
| 27                        | Democracia Cristiana (DC)                               | 611       | 0,01   | 0       | Sin cambios |
| 36                        | Actuar (AGIR-36)                                        | 395       | 0,01   | 0       | Sin cambios |
|                           |                                                         |           |        |         |             |
| Votos válidos             | Votos válidos                                           | 6.146.823 | 89,72  |         |             |
| Votos en blanco           | Votos en blanco                                         | 517.974   | 7,53   |         |             |
| Votos nulos               | Votos nulos                                             | 189.473   | 2,75   |         |             |
| Total                     | Total                                                   | 6.883.341 | 100,00 | 55      | Sin cambios |
| Registrados/Participación | Registrados/Participación                               | 8.582.100 | 80,20  | 1,48    | 1,48        |